# 克羅托省

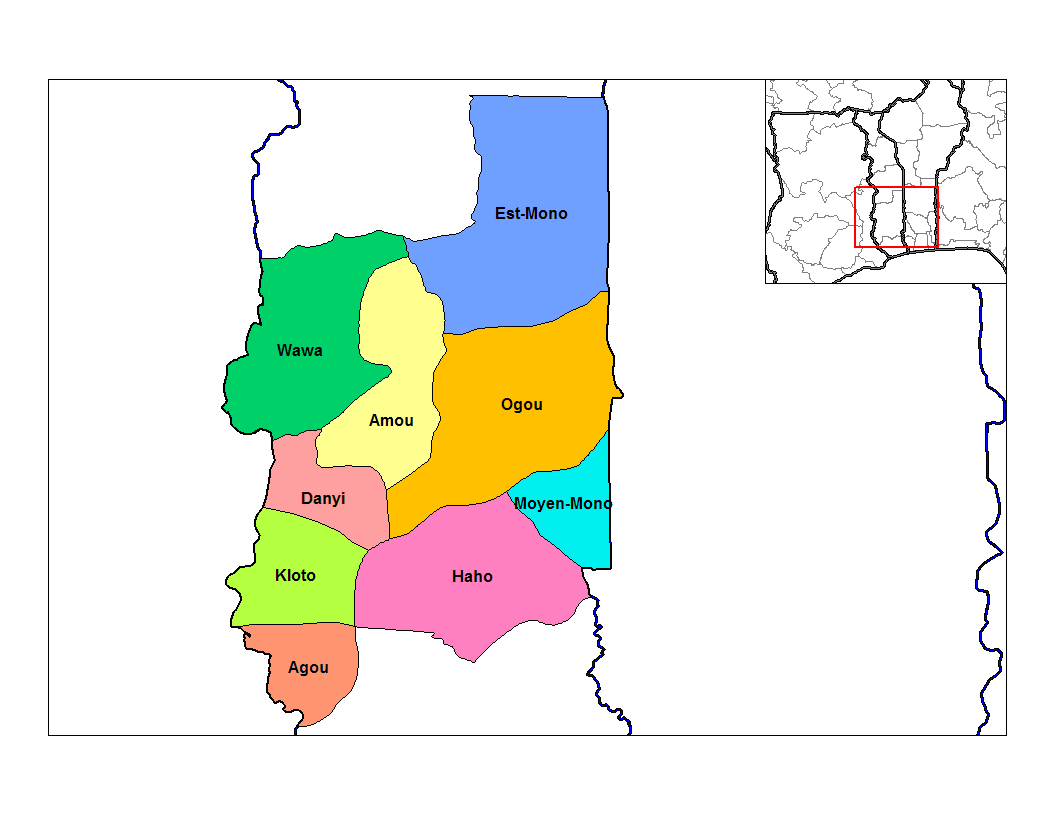

7°05′N 0°45′E / 7.083°N 0.750°E
克羅托省（法語：Préfecture du Kloto），是多哥的30個省份之一，位於該國中南部，由高原區負責管轄，首府設於帕利梅，面積1,364平方公里，2010年人口139,043，人口密度每平方公里101.9人。